# Mari Alexandre
Marilei Regina "Mari" Alexandre  (Rio do Sul, 19 de março de 1973) é uma modelo e atriz brasileira.
Foi símbolo sexual nos anos 90. Ela é a recordista de edições da revista Sexy (7 vezes capa) e é também a recordista de vendas, além de ensaios sensuais para outras revistas ou sites. 
Na TV, ficou marcada pelas participações nos programas Casa dos Artistas (SBT), Escolinha do Barulho e Escolinha do Gugu (RecordTV).

## Trajetória

### Profissional
Mari tornou-se famosa ao estrelar a capa da revista Playboy, em 1992, como namorada de Leandro, da dupla Leandro e Leonardo.
Famosa pelos fartos seios, foi a inspiração para a imagem de capa do único álbum de estúdio da banda Mamonas Assassinas, em 1995.
Foi eleita em 1999 pela empresa Pin-Up Brasil como a mais bela pin-up brasileira do século 20 e ganhou diversas vezes o prêmio de mais bonito seio natural do Brasil. 
Mari também é a recordista de participações do quadro Banheira do Gugu (que fazia parte do programa Domingo Legal na emissora SBT), tendo participado 12 vezes. 
Entre 1999 e 2001, atuou na Rede Record, no humorístico Escolinha do Barulho, como a personagem "Marilyn Brasil". Mari interpreta a aluna loura burra e gostosa, sempre respondendo errado as perguntas do professor. 
No ano de 2001, estreou a primeira edição do Reality Casa dos Artistas da emissora SBT. Mari foi a terceira colocada do programa.
Fez um programa de rádio na Transamérica em 2006 e 2007. 
Entre 2011 e 2013, atuou na Escolinha do Gugu, voltando a interpretar "Marilyn Brasil".
Em setembro de 2013, depois de 3 convites, aceitou fazer um ensaio sensual para o site Paparazzo.
Também já fez mais de 12 comerciais para a TV, dentre esses, um com Carlos Moreno - o famoso garoto propaganda da Bombril.

### Vida pessoal
Namorou o cantor Leandro, da dupla Leandro & Leonardo, em 1992.
Em 2001, após a saída da Casa dos Artistas, se casou com o cantor Vavá, com uma cerimônia no Taiti. Meses depois, o casal anunciou a separação de maneira não amigável, com Vavá afirmando que a união foi uma farsa.
Foi casada com o cantor Fábio Júnior em 2007, com quem tem um filho chamado Záion. O relacionamento deles terminou em junho de 2010.
Atualmente mora em São Paulo. 

## Carreira

### Cinema
| Ano  | Título             |
| ---- | ------------------ |
| 1996 | Olhos de Vampa     |
| 1997 | Minha Melhor Amiga |

### Televisão
| Ano       | Título               | Papel          |
| --------- | -------------------- | -------------- |
| 1999-2001 | Escolinha do Barulho | Marilyn Brasil |
| 2001      | Casa dos Artistas    | Participante   |
| 2011-2013 | Escolinha do Gugu    | Marilyn Brasil |

### Livro
| Ano  | Título                                                                                |
| ---- | ------------------------------------------------------------------------------------- |
| 2018 | Capa do livro de Alexandre Bez. A MAGIA DA BELEZA FEMININA (prefácio da própria Mari) |